# Festes-et-Saint-André
Festes-et-Saint-André là một xã của Pháp, nằm ở tỉnh Aude trong vùng Occitanie. Người dân địa phương trong tiếng Pháp gọi là Festandréens.

## Hành chính
| Danh sách các xã trưởng                |           |                 |      |                              |
| Giai đoạn                              | Giai đoạn | Tên             | Đảng | Tư cách                      |
| 1938                                   | 7 1944    | Jammes Pierre   |      |                              |
| 7 1944                                 | 1 10 1944 | Barbié Pierre   |      | Commissaire de la République |
| 1 10 1944                              | 13 3 1959 | Jammes Pierre   |      |                              |
| 13 3 1959                              | 9 4 1977  | Ferreres Louis  |      |                              |
| 9 4 1977                               | 17 3 1989 | Laffitte Adrien |      |                              |
| 17 4 1989                              | 25 3 2001 | Horie Serge     |      |                              |
| tháng 3 năm 2001                       |           | Daniel Bord     |      |                              |
| Tất cả các dữ liệu trước đây không rõ. |           |                 |      |                              |

## Thông tin nhân khẩu
| Năm | 1962 | 1968 | 1975 | 1982 | 1990 | 1999 |
| --- | ---- | ---- | ---- | ---- | ---- | ---- |
| Dân số | 60   | 105  | 112  | 159  | 201  | 202  |
| From the year 1968 on: No double counting—residents of multiple communes (e.g. students and military personnel) are counted only once. |      |      |      |      |      |      |